# War at the Warfield
War at the Warfield er en live-dvd af Slayer.

## Indspilning
War at the Warfield blev filmet på Warfield Theatre i San Francisco, Californien 7. december 2001, og blev Slayers første musik-dvd. Selvom dvd'en oprindeligt skulle udgives 13. februar 2003, blev den udskudt flere gange, på grund af ikke nærmere specificerede "produktionsproblemer". 20. maj blev det dog bekendtgjort af dvd'en ville blive udgivet 17. juni 2003, – men dvd'en blev dog skubbet yderligere til 27. juli.

## Modtagelse
Dvd'en, som blev udgivet gennem UMVD (Universal Music & Video Distribution), debuterede som nr. 3 på Billboard 200 dvd-hitlisten, og solgte over 7.000 eksemplarer i den første uge alene.

## Spor
1. "Disciple"
2. "War Ensemble"
3. "Stain of Mind"
4. "New Faith"
5. "Postmortem"
6. "Raining Blood"
7. "Hell Awaits"
8. "Here Comes the Pain"
9. "Die By The Sword"
10. "Dittohead"
11. "Bloodline"
12. "God Send Death"
13. "Dead Skin Mask"
14. "Seasons in the Abyss"
15. "Captor of Sin"
16. "Mandatory Suicide"
17. "Chemical Warfare"
18. "South of Heaven"
19. "Angel of Death"
20. "Bonus Material"

## Medvirkende
- Tom Araya – Bas, Sang
- Jeff Hanneman – Guitar
- Kerry King – Guitar
- Paul Bostaph – Trommer

## References
1. ↑  "SLAYER Set Release Date For Live DVD". Blabbermouth.net. 2002-11-20. Arkiveret fra originalen 30. september 2007. Hentet 2007-03-11.
2. ↑  "SLAYER: 'War At The Warfield' DVD Pushed Back". Blabbermouth.net. 2003-02-05. Arkiveret fra originalen 27. september 2007. Hentet 2007-03-11.
3. ↑  "SLAYER: 'War At The Warfield' DVD Delayed Until April". Blabbermouth.net. 2003-03-15. Arkiveret fra originalen 30. september 2007. Hentet 2007-03-11.
4. ↑  "SLAYER: 'War At The Warfield' DVD To Surface Next Month". Blabbermouth.net. 2003-05-23. Hentet 2007-03-11.
5. ↑  "SLAYER: 'War At The Warfield' DVD To Surface In Late July". Blabbermouth.net. 2003-05-23. Hentet 2007-03-11.
6. ↑  "SLAYER's 'War At The Warfield' Debuts At No. 3 On Music DVD Chart!". Blabbermouth.net. 2003-08-12. Arkiveret fra originalen 30. september 2007. Hentet 2007-03-03.